# Arenaria salzmannii
Arenaria salzmannii är en nejlikväxtart som först beskrevs av Heinrich Moritz Willkomm, och fick sitt nu gällande namn av Alain Dobignard. Arenaria salzmannii ingår i släktet narvar, och familjen nejlikväxter. Inga underarter finns listade i Catalogue of Life.